# Ten Bogaerde
Ten Bogaerde fut une grange monastique appartenant, à partir du XIIe siècle à l'ancienne abbaye des Dunes, localisée alors dans la ville belge de Coxyde (originallement dans la paroisse de Ste-Walburge Furnes).
Cette grange est devenue progressivement une ferme abbatiale à part entière, comprenant plusieurs bâtiments. Elle accueillit temporairement la communauté de l'abbaye des Dunes depuis 1596, car les bâtiments de cette abbaye étaient en trop mauvais état, du fait des dommages causés par les guerres de religion, mais aussi du fait de la pénétration des dunes. La communauté put compter sur de nouvelles recettes par le drainage de terres en polders en Flandre zélandaise de façon à terminer le nouveau complexe.
Il fut cependant mal défendu dans la région, restée très agitée par les guerres de religion. En outre, la communauté de 49 moines avait besoin d'un nouveau lieu qu'elle trouva dans le centre de Bruges. Les moines quittèrent Ten Bogaerde en 1627, laquelle fut alors de nouveau utilisée comme une ferme, puis reçue d'autres affectations. Depuis 1952, le bâtiment est protégé. Le site abrite aujourd'hui un restaurant, un bistro et des salles d'expositon.

## Histoire

### Ten Bogaerde comme grange monastique
Le Bongart (verger) serait un don fait à l'abbaye des Dunes vers 1148, par Walter Cath, Reynfredus et Arkenbaldus, mais cette interprétation est très douteuse. La première mention date de 1183. Il s'agît de la grange monastique la plus proche de l'abbaye, laquelle possédait d'autres granges à Ostdunkerque (Ammanswalle), à Ramskapelle (de Hemme), à Wulpen (Allaertshuizen) et surtout à Synthe (près de Dunkerque).
Durant l'abbatiat de Nicolas van Belle, au xiiie siècle, fut construite, à cet endroit, une grange énorme : 67,5 m × 22,5 m.
La ferme Ten Bogaerde fut incendiée en 1593 par les protestants.

### Ten Bogaerde comme abbaye (temporaire)

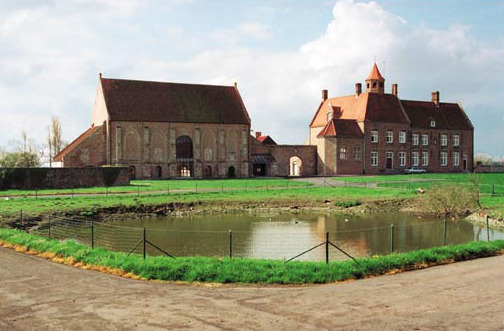
Église (1607), Chapelle de l'abée (1612) et maison

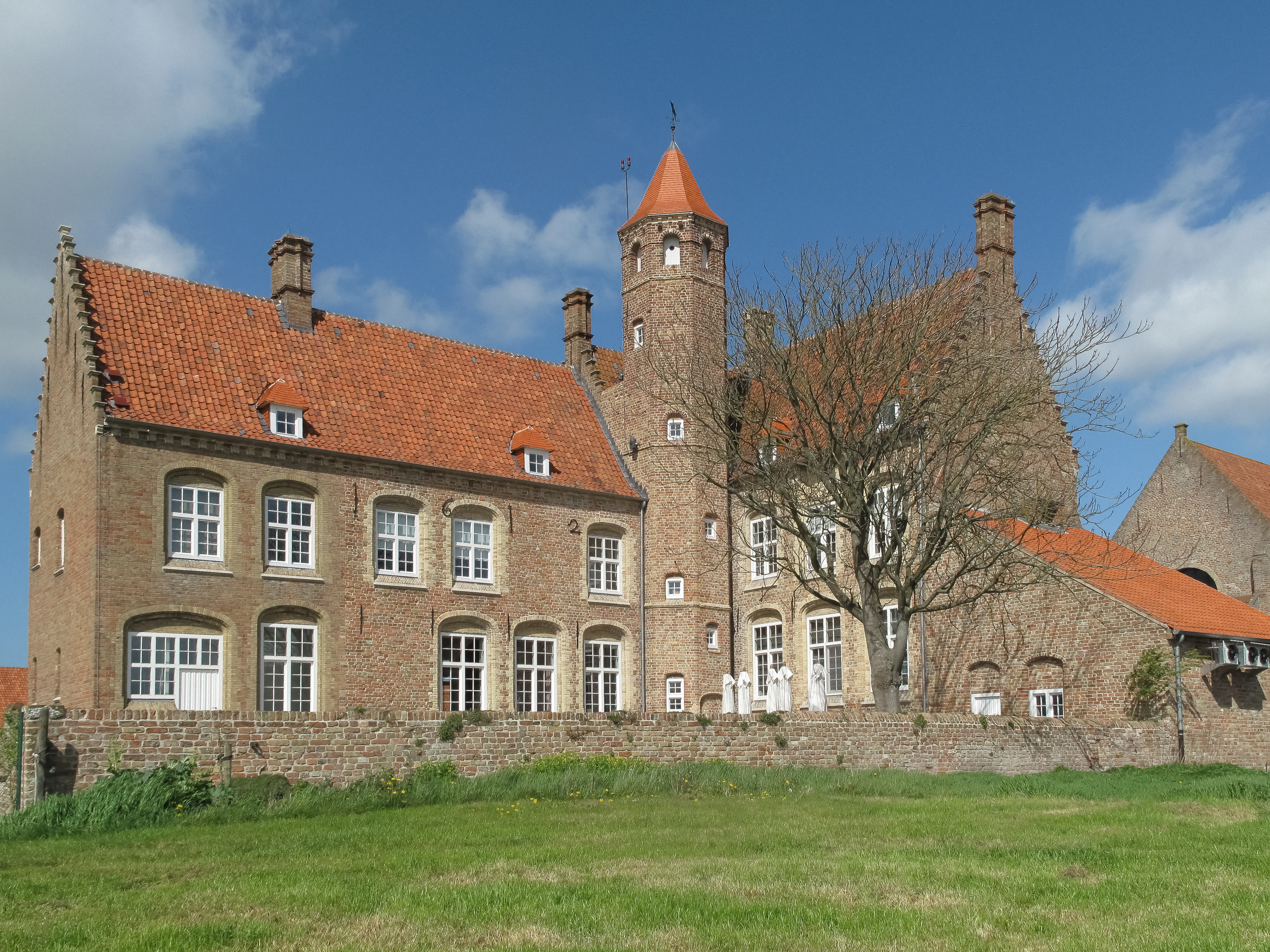
Abbaye de la ferme, ancienne prélature

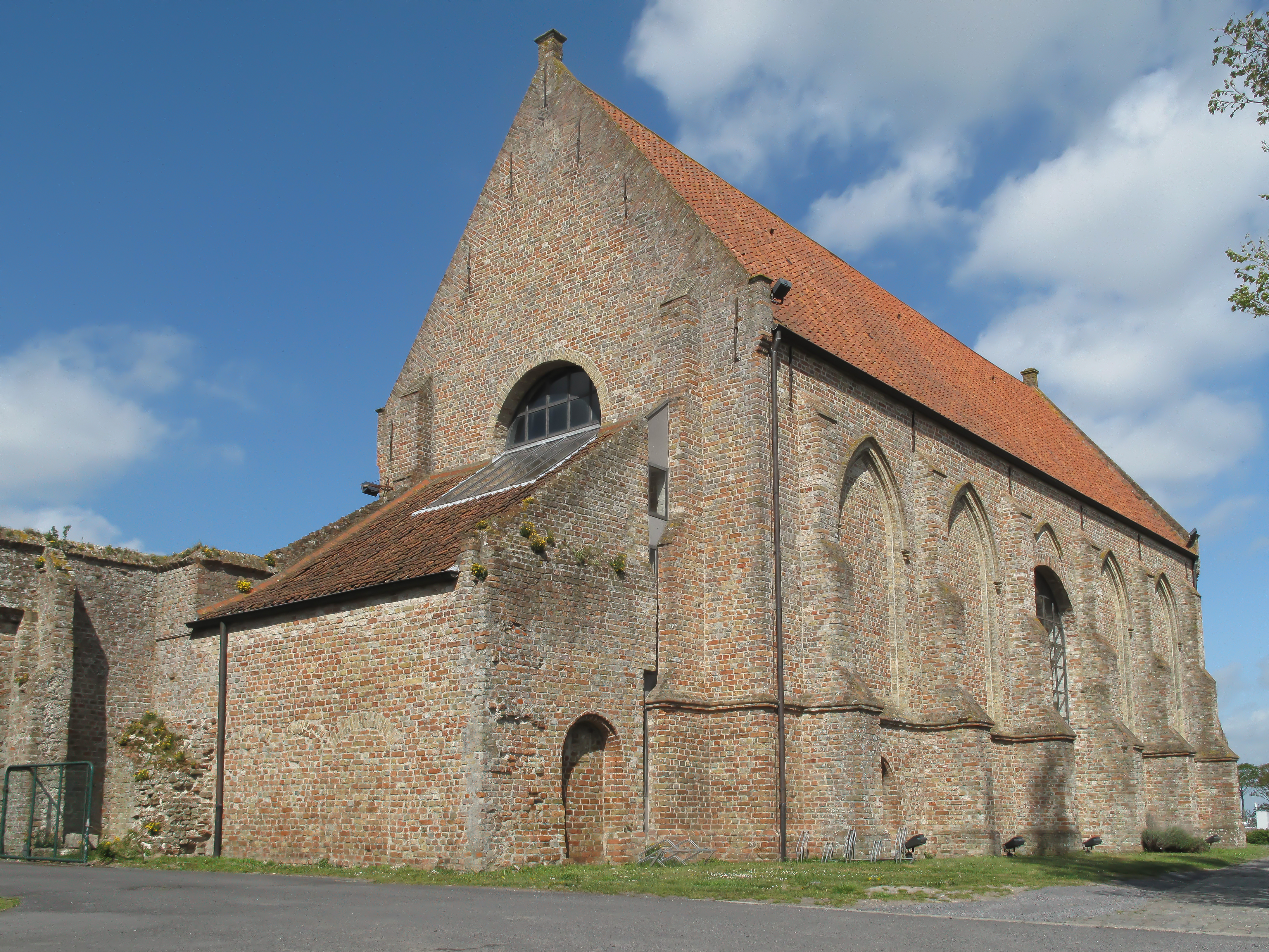
Ferme abbatiale, ancienne église

À partir de 1596, la communauté de l'abbaye des Dunes vécut à Ten Bogaerde, sous la direction de l'abbé Laurent van den Berghe, car les bâtiments de l'abbaye étaient en trop mauvais état, du fait des dommages causés par les guerres de religion, mais aussi du fait de la pénétration des dunes de sable. Il n'y avait pas suffisamment d'argent pour la réparation de cette grande abbaye. L'abbé avait développé Ten Bogaerde en construisant un réfectoire, un petit dortoir, et en établissant des fondations pour la construction de l'église. La communauté comptait à l'époque 25 moines.
Durant l'abbatiat d'André Duchesne (1606-1610), en 1607 précisément, la nouvelle église fut terminée et consacrée (actuellement c'est un espace d'exposition). L'abbé Adrien Cancellier (1610-1623) pris également sa part dans le travail d'ensemble qui restait à mener, et en 1612 la prélature fut terminée (avec petite tour baroque et chapelle).
Le moine-récepteur Bernard Campmans apporta de nouvelles recettes à l'abbaye par le drainage de terres en polders en Flandre zélandaise. Aussi l'établissement Ten Bogaerde put-il être terminé à l'aide de matériaux provenant de l'ancienne abbaye. L'abbé Bernard Campmans (1623-1642) rechercha une nouvelle abbaye. Le corps présumé de l'abbé Idesbald des Dunes, déterré et pratiquement intact après plus de quatre siècles, fut enterré dans la nouvelle église abbatiale de Ten Bogaerde.
La nouvelle abbaye était un véritable lieu de pèlerinage. Le complexe était cependant difficile à défendre et la région restait très agitée. En outre, la communauté s'était accrue et comptait 49 moines. Il fallait donc des bâtiments plus spacieux. L'abbé réussit finalement à trouver un nouveau lieu dans le centre de Bruges, et les moines quittèrent Ten Bogaerde en 1627. Ils emménagèrent au refuge de Ter Doest à Bruges où ils construisirent une nouvelle abbaye des Dunes. Ten Bogaerde fut alors de nouveau utilisée comme ferme, bien qu'il y restât quelques moines pour la gestion des possessions dans la région.

### Nouvelle grange de l'abbaye

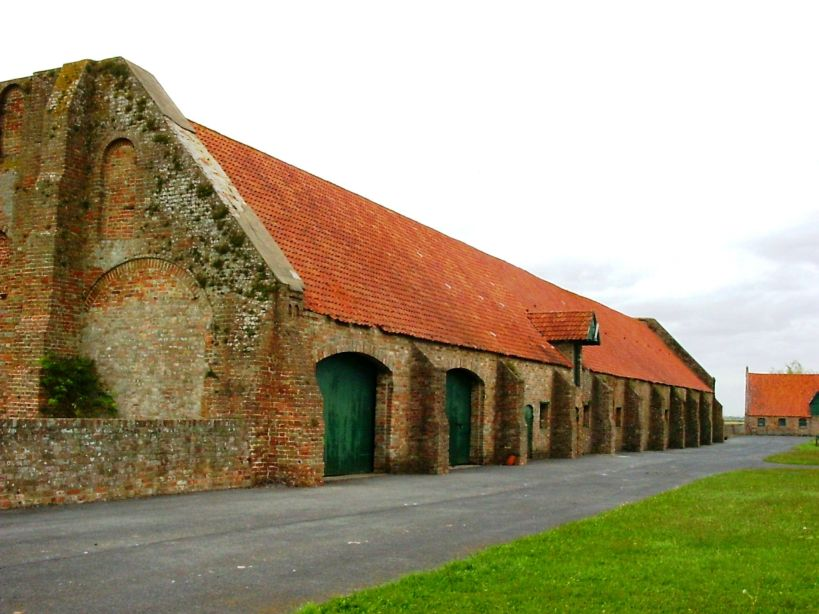
Grange à partir du xiiie siècle (partiellement conservée)

En 1678, Ten Bogaerde et l'ensemble de la région de Furnes tombe dans les mains des français. Bruges (et donc aussi la nouvelle abbaye des dunes) reste sous l'autorité des Espagnols.
L'abbé Michel Bultynck confie à un certain nombre de moines de Ten Bogaerde la responsabilité du contrôle de la propriété et de ses environs. Lorsque l'abbé Bultynck meurt le 21 mars 1678, un nouvel abbé est choisi: Eugène van de Velde. Arnolde Terrasse, receveur à Ten Bogaerde, conteste cette élection, ainsi que la légitimité de l'abbaye des Dunes à Bruges, située dans le refuge de Ter Doest. Il considère Ten Bogaerde comme la seule légitime abbaye des Dunes. Ses frères moines le choisissent comme abbé de l'abbaye des Dunes à Ten Bogaerde. Le père-abbé de l'abbaye de Clairvaux le soutient. De facto, Ten Bogaerde  est alors séparée de l'abbaye. Cette situation est restée tel quel pendant plusieurs années, jusqu'en 1686, où l'abbé Martin Colle de l'abbaye des Dunes de Bruges engage un procès contre Arnoldus Terrasse qu'il gagne. Ten Bogaerde revient alors sous l'autorité de l'abbaye des Dunes de Bruges.
À partir de 1687, la ferme est louée à Toussain La Pierre. En 1796, la ferme est nationalisée par les révolutionnaires français. Lors de la vente publique, en 1797, l'ancien prieur Marcus Loosveldt eut un bon retour sur la vente au moyen d'un bon intermédiaire.

### Cession de Ten Bogaerde par l'abbaye
En 1833, le dernier moine de l'abbaye des Dunes, Nicolaas de Roover, meurt. Ten Bogaerde est alors entré les mains du diocèse de Bruges, la ferme continuant à être louée. Les locataires sont, depuis 1828, Jean Rathé pour la ferme et la majeure partie des terres, et aussi Jean Robbe pour le reste des terres.
De 1864 à 1873, Ten Bogaerde fut louée à Charles Ryckewaert au prix de 5800 francs par an. Séparément des terres, la pièce est louée aux Vossaert, en 1864, pour le prix de 100 francs par an. En 1869, le diocèse transfère les droits de propriété à la fabrique d'église de la cathédrale Saint-Sauveur à Bruges. La propriété est louée à la famille Van Houtte. Leur fille Regina est mariée à Jean-Baptiste Rathé. La famille Rathé continuera le bail.
Au cours de la Première Guerre mondiale, une base militaire belge est établie à Ten Bogaerde, comprenant aussi un aéroport militaire. Au cours de la Seconde Guerre mondiale, l'armée allemande utilise Ten Bogaerde comme caserne, ayant construit sur les terres agricoles, à côté de la ferme, une base aérienne.
Jusqu'en octobre 1949, Ten Bogaerde était encore loué par la famille Rathé. À partir de 1950, la ferme abbatiale est reconvertie en lycée agricole. On restaure l'ancienne église.

## Centre culturel et restaurant
En 1993, le bâtiment de l'église (xviie siècle) est restauré de nouveau et une salle d'exposition y est aménagée. En 2004, la commune achète la ferme. L'ancienne prélature (1612) est alors transformée en restaurant. Le restaurant portait d'abord le nom Ten Bogaerde avant d'être renommer Mondieu.
Le bâtiment a servi dans la série télévisée de VTM: David comme la Villa Klaerhout.
L'ancienne grange (xiiie siècle) est utilisée pour accueillir la fondation George Grard et des expositions temporaires. Les anciennes porcheries (xviiie siècle) sont transformées en brasserie et bistro, l'ancienne porte (partiellement du xiiie siècle) est restaurée.